# اس‌اس بن-مای-چری (۱۹۲۷)
اس‌اس بن-مای-چری (۱۹۲۷) (به انگلیسی: SS Ben-my-Chree (1927)) یک کشتی است که طول آن ۳۵۵ فوت ۰ اینچ (۱۰۸٫۲ متر) می‌باشد. این کشتی در سال ۱۹۲۷ ساخته شد.